# Turismo na Região Sul do Brasil

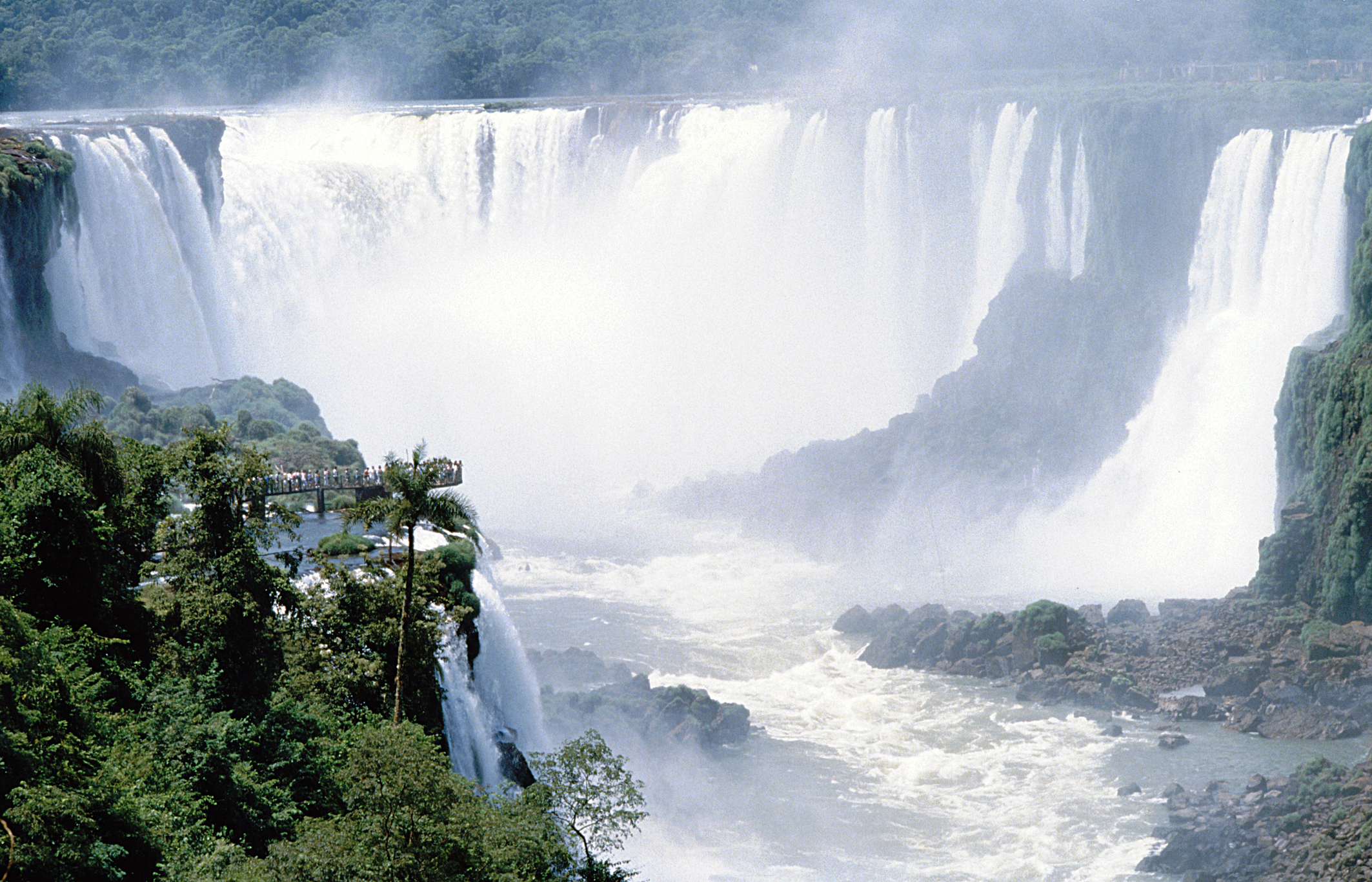
Cataratas do Iguaçu, o principal destino turístico da região Sul.

A região Sul do Brasil, composta pelos estados do Paraná, Santa Catarina e Rio Grande do Sul, tem como principais atrações turísticas as suas belezas naturais, praias, cidades históricas e suas colônias europeias, além do clima bem definido, marcado principalmente pelo inverno rigoroso. O turismo na região é um dos principais setores da economia, oferecendo diversas atrações.

## Turismo

### Turismo ecológico

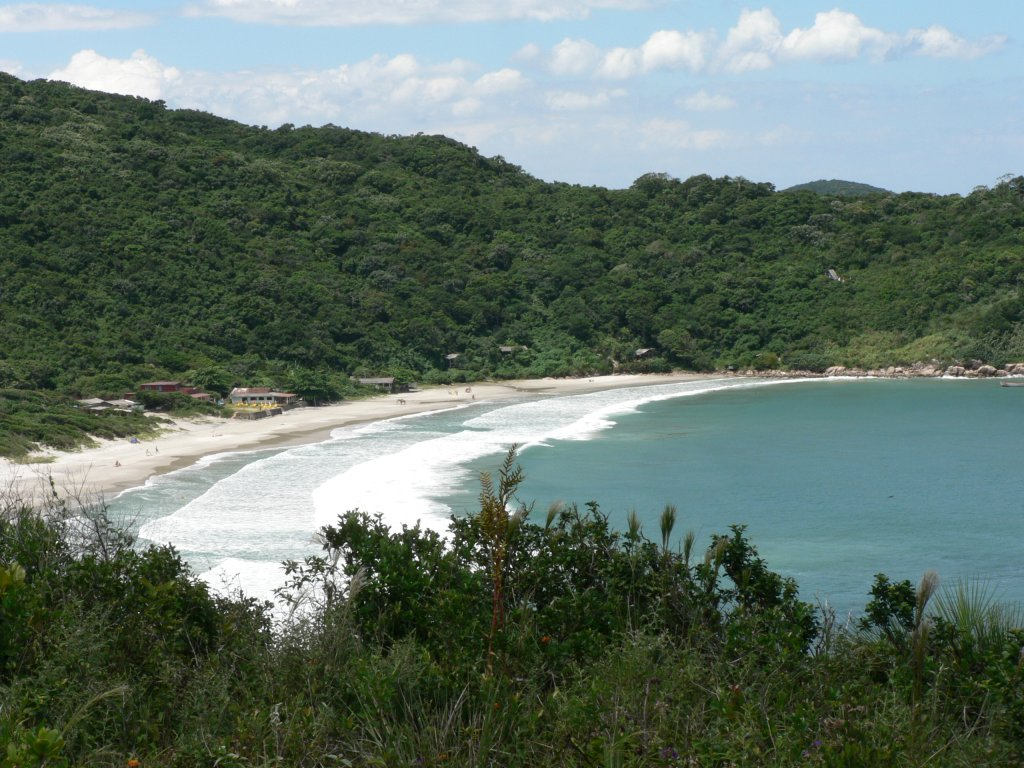
Praia de Naufragados, em Florianópolis.

O Parque Nacional do Iguaçu, onde se localizam as Cataratas do Iguaçu, atrai turistas do mundo inteiro. Está localizado no extremo-oeste do estado do Paraná. Sua área total é de 185.262,2 hectares e em 1986 recebeu o título, concedido pela UNESCO, de Patrimônio Mundial.

### Praias
Durante os dias quentes de verão, as praias de Santa Catarina são procuradas e frequentadas por turistas de todo o Brasil e de outros países estrangeiros (sobretudo da Argentina e do Uruguai). Florianópolis é uma das cidades mais procuradas. Toda a região apresenta boa infra-estrutura para receber os turistas, com destaque para as praias de Balneário Camboriú, Canasvieiras, Barra Velha.

### Turismo histórico

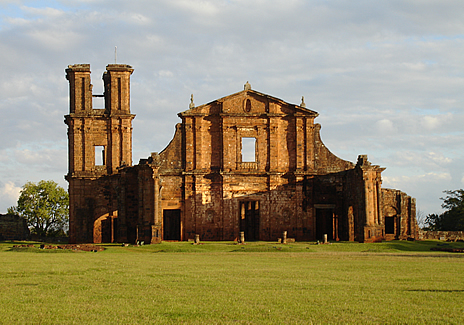
Ruínas de São Miguel das Missões, no Rio Grande do Sul.

São pontos turísticos os patrimônios da humanidade: Ruínas Jesuítico-Guarani de São Miguel Arcanjo, em São Miguel das Missões, no Rio Grande do Sul. Fundada em 1632 pelos jesuítas da Companhia de Jesus, congregou milhares de indígenas guaranis que foram catequizados.

### Turismo do inverno

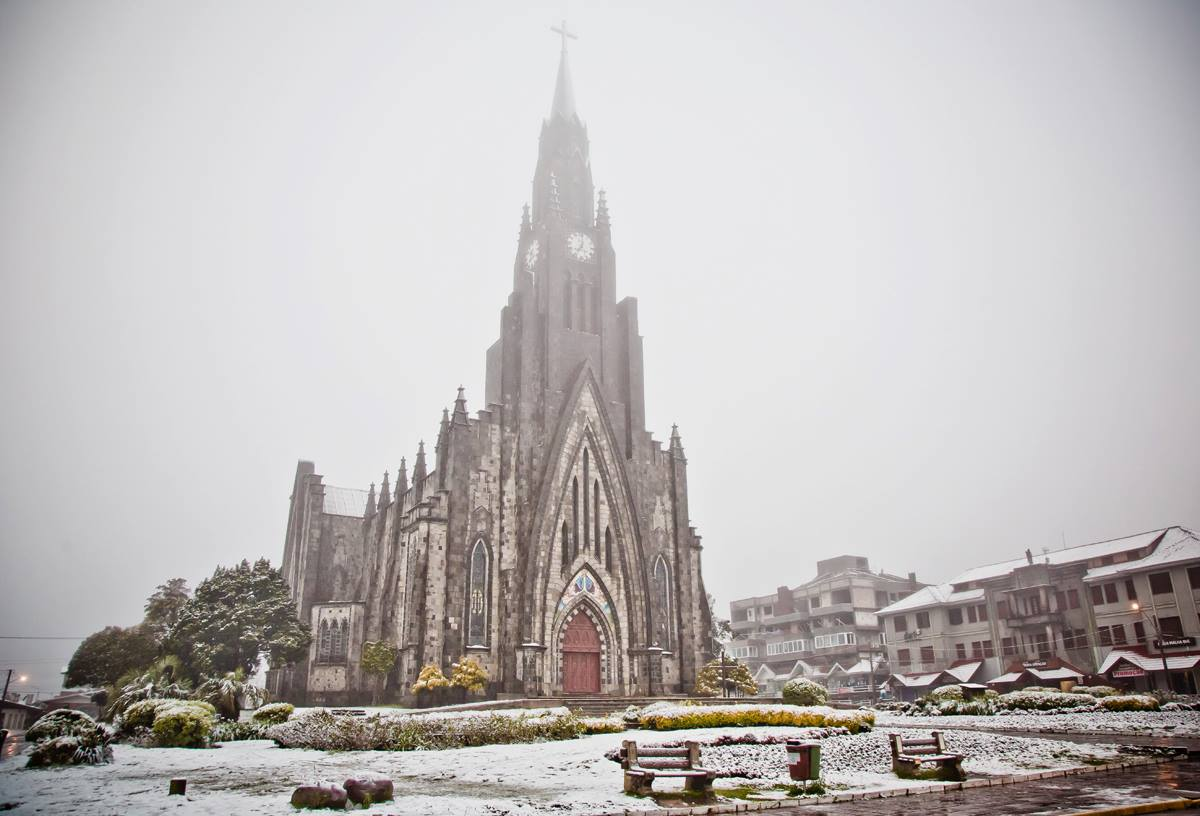
Neve em Canela, Rio Grande do Sul, em agosto de 2013.

A região Sul é a única região brasileira a apresentar clima temperado e possuir estações bem definidas. O turismo de inverno é um grande atrativo na região. A serra Catarinense apresenta as temperaturas mais baixas, com uma média anual de 13°C e podendo alcançar 10° Celsius negativos, não sendo raro a ocorrência de neve, sobretudo em São Joaquim.

### Turismo urbano e colônias europeias
A região sul do Brasil é composta de grandes centros urbanos quais como: Curitiba, Londrina, Maringá, no Paraná; Florianópolis, Joinville, Blumenau, em Santa Catarina; Porto Alegre, Caxias do Sul, Canoas, no Rio Grande do Sul. Esses grandes centros, além de promoverem o turismo urbano, são caracterizados pelo comércio, turismo de negócios e eventos.
O Sul do Brasil foi fortemente marcado pela imigração europeia do século XIX, principalmente oriunda da Alemanha e Itália. Os imigrantes fundaram colônias que se tornaram grandes cidades, como Caxias do Sul, São Leopoldo, Joinville ou Blumenau. Os alemães, por exemplo, colonizaram todo o vale do rio dos Sinos (RS), o Vale do Itajaí e o norte catarinense (SC) e a região de Ponta Grossa.

### Regiões turísticas
Os estados da região sul podem ser subdivididos em diversas regiões turísticas. O Rio Grande do Sul pode ser dividido nas seguintes regiões turísticas: Litoral Norte; Pampa Gaúcho; Região das Hidrominerais; Região Central; Região Metropolitana de Porto Alegre; Região das Missões; Região dos Vales; Serra Gaúcha; Sul Gaúcho. Santa Catariana conta com a região de Florianópolis, Litoral Sul, Litoral Norte, Vale do Itajaí, Norte Catarinense, Oeste Catarinense, Planalto e serras catarinenses. O Paraná conta com a Região Metropolitana de Curitiba, Campos Gerais, Centro-Sul, Norte, Noroeste, Oeste e Litoral. Diante de uma iniciativa governamental o estado foi dividido oficialmente em Regiões Turísticas, sendo atualmente 14. São elas: Campos Gerais - Cataratas do Iguaçu e Caminhos ao Lago de Itaipu - Corredores das Águas - Ecoaventuras Histórias e Sabores - Entre Matas, Morros e Rios - Lagos e Colinas - Litoral do Paraná - Norte do Paraná - Norte Pioneiro - Riquezas do Oeste - Rotas do Pinhão - Terra dos Pinheirais - Vale do Ivaí - e Vales do Iguaçu.

#### Paraná
O Paraná, que é maior que muitos países, como Uruguai e Portugal, apresenta várias opções turísticas, como praias de água salgada e doce, unidades de conservação e eventos que atraem grandes públicos. Lugares como as Cataratas do Iguaçu, Jardim Botânico de Curitiba, Museu Oscar Niemeyer, Vila Velha e Ilha do Mel são importantes destinos turísticos. Curitiba, a capital do estado do Paraná, Curitiba é a maior cidade do sul do Brasil e sede da segunda maior região metropolitana do sul do país. É uma das cidades mais desenvolvidas do Brasil, sendo considerada uma cidade modelo. Conta com uma extensa área urbana, a qual abriga diversas formas de lazer e entretenimento como: parques, museus, referências arquitetônicas, restaurantes e muito outras. Londrina, a segunda cidade mais populosa do Paraná e quarta do sul brasileiro, é uma cidade desenvolvida que possui uma boa qualidade de vida, sendo um dos destinos mais procurados no estado. Maringá é a terceira maior cidade paranaense, com boa qualidade de vida. Abriga a igreja mais alta do Brasil, a Catedral Basílica Menor de Nossa Senhora da Glória, seu principal cartão-postal e turístico. É uma das cidades mais arborizadas do país.

#### Santa Catarina
Joinville, é a cidade mais populosa do estado, apesar de não ser a capital. Conta com diversos áreas de lazer e principalmente de cultura. Suas construções são inspiradas nas homônimas .europeias, e atraem milhares de visitantes. Possui a única filial da Escola do Teatro Bolshoi fora da Rússia. Florianópolis, a capital catarinense, conta com diversos pontos turísticos em seu território, sendo um dos destinos mais procurados nacionalmente. Suas principais atrações são: a Ponte Hercílio Luz, seu principal cartão-postal, praias, a Lagoa da Conceição, museus, centros culturais, trilhas, além de seu principal chamativo, a natureza exuberante. Blumenau é a terceira cidade mais populosa e uma das mais tradicionais e visitadas localidades catarinenses. Suas principais atrações são: Oktoberfest de Blumenau, o turismo ecológico da região, diversas opções de lazer, com parques, museus, referências arquitetônicas e de cultura. A Região de Itajaí, em um raio de 20 km, encontram-se inúmeras cidades oferecendo diferentes atrações de lazer. Balneário Camboriú é famosa por suas praias, gastronomia, vida noturna agitada e compras; Na cidade de Itajaí, o turismo de negócios vive grande expansão ligadas à logística e mais recentemente, ao setor petrolífero, giradas entorno do Porto de Itajaí. Praias favoráveis aos esportes náuticos, como a Praia Brava e o Balneário de Cabeçudas, com águas tranquilas favoráveis ao banho, são paradas obrigatórias. O centro histórico conserva os traços arquitetônicos dos colonizadores, mesclando traços alemães e portugueses. A cidade ainda conta com um píer turístico, exclusivo para passageiros. A Marejada, maior festa do pescado do Brasil, faz parte do calendário das festas de outubro em Santa Catarina; Em Navegantes, a principal atração são suas praias. O Aeroporto de Navegantes serve a região do Vale do Itajaí. No Balneário de Penha, além das belas praias, o parque multitemático Beto Carrero World completa o roteiro da região.

#### Rio Grande do Sul
Porto Alegre, sede da maior metrópole da região sul e segunda maior cidade do sul brasileiro. É uma das principais cidades do país, contando com uma grande diversidade de lazer e entretenimento. Um dos seus pontos turísticos são o Gasômetro e o laçador, mas a muito mais como o museu do Ibere Camargo e o Porto de Guaíba. Gramado é o maior polo turístico do Rio Grande do Sul e um dos mais importantes do Brasil. A cidade destaca-se como centro de grandes eventos (congressos, seminários e encontros) além de sediar anualmente um dos mais tradicionais festivais de cinema da América Latina: o Festival Brasileiro e Latino de Cinema, durante o qual são distribuídos os prêmios Kikito. Outro evento importantes e que atrai milhares de turistas é o festival natalino conhecido como Natal Luz. É famosa pela sua arquitetura 100% alemã, suas 19 fábricas de chocolates e dezenas de lojas artesanais de chocolate espalhadas pela pequena cidade, além das lojas de móveis de luxo. Caxias do Sul é a segunda maior cidade do estado, segundo maior polo metal-mecânico do país e um dos maiores da América Latina. Localizada no interior do estado, é uma cidade desenvolvida, com verticalização, IDH elevado e uma forte economia, tendo o 34º maior PIB do país. Possui diversos atrativos como as belezas naturais, arquitetura histórica, a culinária típica local, a tradicional Festa da Uva e  diversas opções de lazer. Canoas, a terceira maior cidade do Rio Grande do Sul, abriga muitos pontos turísticos que atraem diversos turistas para a região, como: a Praça do Avião, Praça Getúlio Vargas, Catedral de São Luiz Gonzaga, Igreja Luterana do Brasil, Fundação Cultural de Canoas, Villa Mimosa, Base Aérea de Canoas, Canoas Shopping, Praia da Paquetá, Guajuviras, Largo da Inconfidência, Jardim do Lago e o Balneário do Sol. Pelotas, a quarta maior cidade do estado, é uma das mais procuradas. Conta com diversas opções de lazer e de entretenimento, como a tradicional Fenadoce (Feira Nacional do Doce), muitos edifícios e monumentos históricos, cultura e hotéis.